# Walter Pohl
Walter Pohl (nacido el 27 de diciembre de 1953 en Viena) es un historiador austriaco, profesor de Ciencias Auxiliares de la Historia y de Historia Medieval en la Universidad de Viena. Es un miembro destacado de la Escuela de Historia de Viena.

## Biografía
Walter Pohl nació en Viena (Austria) el 27 de diciembre de 1953. Se doctoró en la Universidad de Viena en 1984 bajo la dirección de Herwig Wolfram con una tesis sobre los ávaros de Panonia. Obtuvo la habilitación en historia medieval en la Universidad de Viena en 1989.
Pohl es un miembro destacado de la Fundación Europea de la Ciencia y beneficiario de un gran número de becas del Consejo Europeo de Investigación. Fue un miembro clave del proyecto Transformación del Mundo Romano. En 2004, Pohl fue elegido director del Instituto de Estudios Medievales y miembro de la Academia Austriaca de Ciencias. En 2013, Pohl fue elegido miembro de la Academia Europaea.

## Teorías
Junto con Wolfram, Pohl es un miembro destacado de la Escuela de Historia de Viena. Sin embargo, tiene un enfoque "mucho más fluido" sobre los temas que Wolfram o el mentor de este último, Reinhard Wenskus. Las teorías de Pohl están "profundamente influidas" por la sociología, la filosofía del lenguaje y la teoría crítica.
Pohl es conocido por sus teorías sobre los pueblos germánicos. Considera que la categoría "germánica" es fundamentalmente lingüística y duda de que la etnicidad sea útil como concepto para analizar a los primeros pueblos germánicos. Pohl trata a los germanos estrictamente como una construcción romana que existió desde el siglo I a. C. hasta el siglo VI d. C. No considera que la lengua y la cultura definan a los Germani, sino que hace hincapié en la fluidez, la flexibilidad y la ambigüedad. Sigue en parte las antiguas definiciones contemporáneas de los germanos, que no incluían a los godos, vándalos y francos merovingios.

### Crítica
La obra de Pohls no ha estado exenta de oposición. Wolf Liebeschuetz calificó su trabajo de "extraordinariamente unilateral" y de una forma de "dogmatismo" ideológico que evidenciaba "una mente cerrada", lo que creía que era una reacción al racismo nazi. Liebeschuetz está de acuerdo con la opinión de Pohl de que los primeros pueblos germánicos no formaban una unidad racial, pero se opuso a la idea, cada vez más popular entre los estudiosos modernos como Pohl, de que los primeros pueblos germánicos no tenían un único conjunto compartido de instituciones o valores propios, porque esta idea entra en conflicto con la creencia de Liebeschuetz de que estos pueblos deben ser considerados una entidad única que hizo una importante contribución al surgimiento de la Europa medieval. John F. Drinkwater ha sugerido que las teorías de Pohl sobre los pueblos germánicos están motivadas por el deseo de acelerar la integración europea.
Por otro lado, los miembros de la Escuela de Historia de Toronto, encabezados por Walter Goffart, han acusado a Pohl de no ir lo suficientemente lejos en su negación de la existencia de una única etnia germánica continua en la antigüedad tardía. Acusan a Pohl y a sus colegas de Viena de perpetuar los antiguos estudios nacionalistas alemanes de forma mejorada. Según ellos, algunas de las teorías de Pohl sobre los pueblos germánicos siguen derivando en última instancia de la germanische Altertumskunde del siglo XIX, a través de estudiosos como Otto Höfler, y no han cambiado significativamente desde Reinhard Wenskus. Estas acusaciones han sido desmentidas por Pohl, quien argumenta que la teoría de la etnogénesis "ha recorrido un largo camino" desde Wenskus, y que su propia crítica a Wenskus es, de hecho, paralela a las críticas que, en su opinión, se dirigen erróneamente contra él.